# Stan cywilny
Stan cywilny – sytuacja prawna osoby wyrażona przez cechy ją indywidualizujące, kształtowana przez zdarzenia naturalne, czynności prawne, orzeczenia sądów, lub decyzje organów, stwierdzona w akcie stanu cywilnego.
Stan cywilny oznacza w szczególności: 
- stanowisko, które jednostka zajmuje w rodzinie lub w społeczeństwie, z którego wynikają jej prawa i obowiązki
- stanowisko prawne osoby, wynikające z jej przynależności do określonej rodziny
- ustalony prawnie zespół cech charakteryzujących w społeczeństwie indywidualną pozycje człowieka
- sytuacje prawną człowieka ze względu na jego przynależność (więzy wynikające z pokrewieństwa oraz więzy łączące małżonków) do rodziny
- sytuację prawną osoby charakteryzującą się niepodzielnością i niezbywalnością, wynikającą z jej przynależności (pozostawania w stosunkach prawnych pokrewieństwa przysposobienia i małżeństwa) do rodziny
- zespół cech osoby (przede wszystkim) podlegających obowiązkowej rejestracji
- sumę cech osoby, charakteryzujących jej sytuację w rodzinie i jej sytuację czysto osobistą.

W Polsce rejestracja stanu cywilnego jest wykonywana przez gminy w urzędach stanu cywilnego jako zadanie zlecone z zakresu administracji rządowej.

## Funkcje stanu cywilnego
1. prywatnoprawna – w zakresie stwierdzenia pewnych faktów naturalnych (tzw. faktów granicznych, czyli urodzenia i śmierci) i faktów ze sfery stosunków rodzinnych (np. dotyczących małżeństwa czy przysposobienia)
2. publicznoprawna (administracyjnoprawna) – wyrażającą się w możliwości, a niekiedy obowiązku posłużenia się tymi aktami w stosunkach publicznoprawnych (np. w celach ewidencyjnych bądź statystyki)